# Jocoaitique
Jocoaitique è un comune del dipartimento di Morazán, in El Salvador.